# Rallypack
Rallypack var en hårdrocksgrupp från Göteborg som bestod av Martin Westerstrand och Daniel Cordero, tidigare i Lok, samt Max Flövik och Ian-Paolo Lira. Första och enda albumet heter Sod Off, God! We Believe in Our Rockband och innehåller hitsen Luke Skywalker och Traktor.
Vad som främst skiljer bandet från andra hårdrocksband är avsaknaden av elgitarrer. Istället spelar Flövik elcello. 
Under 2006 så kunde inte Martin hålla det inne längre och började skriva på svenska igen (sen sist han skrev "Sug Min" med Lok 2002) och skapade ett band till med samma medlemmar som heter Lillasyster.
Namnet Rallypack kommer, enligt sångaren Martin Westerstrand i ett avsnitt av Motorjournalen, ifrån det tillbehörspaket man kunde köpa till Ford Mustang på 60-talet.

## Medlemmar
Senaste medlemmar
- Martin Westerstrand – sång
- Max Flövik – cello
- Daniel Cordero – basgitarr
- Ian-Paolo Lira – trummor

## Diskografi
Studioalbum
- Sod Off, God! We Believe in Our Rockband (2004)

Singlar
- "Luke Skywalker" (2004)